# Râul Bardiu
Râul Bardiu este un râu afluent al Rica. 